# John Wick (franchise)

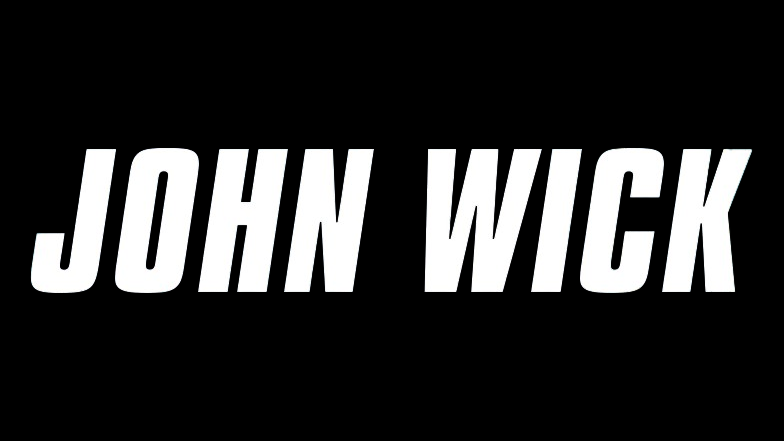
Logo del franchise

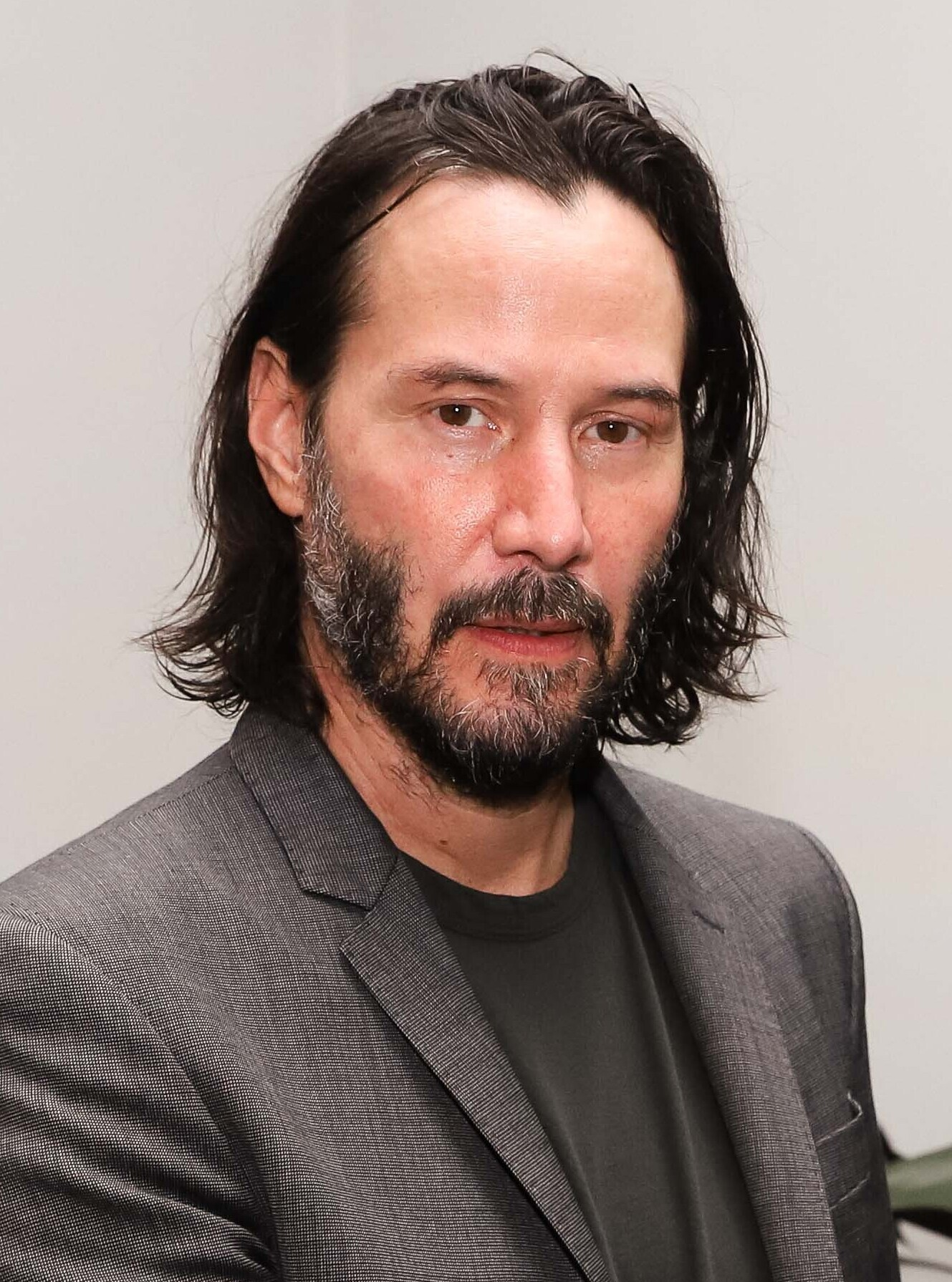
Keanu Reeves, protagonista del franchise

John Wick è un media franchise statunitense nato da una serie di film d'azione creato da Derek Kolstad. I film si incentrano sul personaggio principale John Wick interpretato dall'attore Keanu Reeves. Il franchise è iniziato con l'uscita di John Wick (2014), diretto da Chad Stahelski, a cui fanno seguito tre film diretti sempre dallo stesso regista: John Wick - Capitolo 2 (2017), John Wick 3 - Parabellum (2019) e John Wick 4 (2023). È stata realizzata anche una miniserie televisiva, dal titolo The Continental: Dal mondo di John Wick (2023), che funge da prequel/spin-off e un ulteriore film spin-off, Ballerina (2025), diretto da Len Wiseman.
Chad Stahelski, Basil Iwanyk ed Erica Lee ricoprono ruoli di supervisione per il franchise. 87Eleven Productions, in collaborazione con Thunder Road Studios e Lionsgate, si occupano della produzione del franchise.
I film hanno ricevuto il plauso della critica e, complessivamente, la serie di film viene considerata una delle più grandi serie di film d'azione di tutti i tempi. Molti critici e pubblicazioni considerano il primo film, così come il quarto, come due dei più grandi film d'azione mai realizzati. I film hanno guadagnato un incasso complessivo di oltre 1 miliardo di dollari in tutto il mondo.

## Soggetto
John Wick è un leggendario sicario che cerca di vivere una vita tranquilla dopo aver lasciato il suo mondo violento. Tuttavia, la sua pace viene distrutta quando un gruppo di criminali russi gli ruba l'auto e uccide il suo cane, un regalo della moglie deceduta, che rappresenta l'ultimo legame con lei.
Motivato dalla vendetta, John ritorna nel mondo del crimine e inizia una caccia spietata verso coloro che gli hanno fatto del male. La serie esplora la sua lotta per sopravvivere, mentre affronta avversari sempre più pericolosi, all'interno di un mondo sotterraneo di assassini, codici di condotta e misteriose organizzazioni.

## Film
| Film                     | Data di uscita USA | Regia            | Sceneggiatura                                          | Produttori                                               |
| Serie principale         | Serie principale   | Serie principale | Serie principale                                       | Serie principale                                         |
| ------------------------ | ------------------ | ---------------- | ------------------------------------------------------ | -------------------------------------------------------- |
| John Wick                | 24 ottobre 2014    | Chad Stahelski   | Derek Kolstad                                          | Basil Iwanyk, David Leitch, Eva Longoria, Mike Witherill |
| John Wick - Capitolo 2   | 10 febbraio 2017   | Chad Stahelski   | Derek Kolstad                                          | Basil Iwanyk, Erica Lee                                  |
| John Wick 3 - Parabellum | 17 maggio 2019     | Chad Stahelski   | Derek Kolstad, Shay Hatten, Chris Collins, Marc Abrams | Basil Iwanyk, Erica Lee                                  |
| John Wick 4              | 24 marzo 2023      | Chad Stahelski   | Shay Hatten, Michael Finch                             | Basil Iwanyk, Erica Lee, Chad Stahelski                  |
| Spin-off                 |                    |                  |                                                        |                                                          |
| Ballerina                | 6 giugno 2025      | Len Wiseman      | Shay Hatten                                            | Basil Iwanyk, Erica Lee, Chad Stahelski                  |

### Serie principale

#### John Wick(2014)
Dopo la morte dell'amata moglie, il leggendario ex assassino John Wick trascorre le giornate a rimettere in sesto la sua Ford Mustang del 1969 e con la sola compagnia del cane Daisy. La sua esistenza scivola via senza intoppi fino a quando un sadico delinquente di nome Yosef Tarasof nota la sua auto. Non accettando il rifiuto di venderla di Wick, Yosef manda due suoi complici a rubare la macchina e a uccidere brutalmente Daisy. Da quel momento, John si mette sulle tracce del criminale a New York, scoprendo di avere a che fare con l'unico figlio del boss della mala Viggo Tarasof. Quando in breve tempo per la città si diffonde la voce che John è in cerca di Yosef per vendicarsi, Viggo mette sulla sua testa una grande ricompensa, che attira tutti gli assassini in circolazione.
Il film è stato sviluppato nel 2012, dove le riprese principali sono iniziate il 25 settembre 2013 e si sono concluse il 20 dicembre 2013.

#### John Wick - Capitolo 2(2017)
John Wick è costretto a rimettersi in gioco grazie a un ex socio che trama di prendere il controllo di una oscura organizzazione internazionale. Vincolato da un giuramento di sangue, John decide di aiutarlo e si dirige a Roma dove affronterà alcuni dei più spietati killer al mondo.
Le riprese principali sono iniziate il 26 ottobre 2015. Il film è stato presentato in anteprima a febbraio 2017.

#### John Wick 3 - Parabellum(2019)

John Wick nel terzo film

John Wick è in fuga per due ragioni: una taglia di 14 milioni di dollari e per aver infranto una delle regole fondamentali, uccidere qualcuno all'interno dell'Hotel Continental. La vittima infatti era un membro della Gran Tavola che aveva posto la taglia su di lui. John avrebbe dovuto già essere stato eliminato, ma il manager dell'Hotel Continental gli concede un'ora di tempo prima di dichiararlo ufficialmente “scomunicato". John dovrà cercare di restare vivo, lottando e uccidendo, in cerca di una via d’uscita da New York City.
Il terzo film è stato annunciato nell'ottobre 2016, la produzione è iniziata all'inizio del 2018 ed è uscito nel maggio 2019.

#### John Wick 4(2023)
John Wick trova una via per sconfiggere la Gran Tavola. Tuttavia, prima di guadagnare la libertà, Wick deve affrontare un nuovo nemico che ha potenti alleanze in tutto il mondo e ha mezzi tali da tramutare vecchi amici in nuovi nemici.
A maggio 2019, prima dell'uscita di John Wick 3 - Parabellum, Chad Stahelski confermò su un thread di Reddit che si era discusso di un altro film. Anche Keanu Reeves ha dichiarato che avrebbe continuato finché i film avessero avuto successo. La Lionsgate annunciò il film durante la settimana di apertura di John Wick 3, con una data di uscita programmata per il 21 maggio 2021. Tuttavia, ad aprile 2020, durante un'intervista con Collider, Stahelski rivelò che il film molto probabilmente non avrebbe raggiunto la data di uscita del 2021 a causa del suo impegno per Matrix Resurrections. Rivelò anche, durante la stessa intervista, che era stata scritta una "sceneggiatura" di 100 pagine (parte sceneggiatura/parte schema) per il film. La sceneggiatura fu scritta da Shay Hatten e Michael Finch, poiché lo studio decise di abbandonare il creatore della serie Derek Kolstad. La produzione avrebbe dovuto iniziare a giugno 2021 a Parigi e Berlino, con ulteriori riprese in Giappone e New York City. A giugno 2021, Donnie Yen, Rina Sawayama, Shamier Anderson, Bill Skarsgård e Hiroyuki Sanada si unirono al cast. Le riprese principali iniziarono il 28 giugno 2021 e a ottobre dello stesso anno terminarono. In parte a causa della pandemia di COVID-19, il film è uscito il 24 marzo 2023.

### Spin-off

#### Ballerina(2025)
Nel luglio 2017, la Lionsgate annunciò lo sviluppo di un film spin-off scritto da Shay Hatten e intitolato Ballerina. Lo studio intende espandere il franchise con puntate ambientate nello stesso mondo immaginario. La storia, scritta come una spec script basata sull'amore di Hatten per i film di John Wick prima di essere acquistata dalla Lionsgate, riguarda una giovane donna che viene cresciuta per diventare un'assassina che cerca vendetta sui sicari che hanno ucciso la sua famiglia. Basil Iwanyk ed Erica Lee sono i produttori e il progetto è sviluppato dallo studio di produzione Thunder Road Films.
Nell'ottobre 2019, Len Wiseman firmò per il progetto come regista, con Keanu Reeves e Chad Stahelski come rispettivamente produttore esecutivo e produttore. Il film seguirà lo stesso personaggio della ballerina precedentemente interpretato da Unity Phelan in John Wick 3 - Parabellum. Nel maggio 2020, Stahelski dichiarò che Wiseman aveva letto la sceneggiatura in precedenza e si rivolse allo studio con varie idee su come avrebbe sviluppato il progetto, basato sulla bozza di Hatten, per la quale il proof of concept era stato precedentemente caricato su YouTube nel settembre 2017. Stahelski incontrò Wiseman e si rivolse ai dirigenti per assumere il regista. Confermò che lui e il suo team avrebbero lavorato a stretto contatto con Wiseman sulle sequenze d'azione e le acrobazie per il film, pur riconoscendo che lo stile cinematografico di Wiseman avrebbe aggiunto varietà al franchise. A quel punto, Wiseman e Hatten lavorarono a una bozza più recente della sceneggiatura. Nel maggio 2020, fu riferito che lo studio era alla ricerca di un'attrice, con Chloë Grace Moretz come modello per il tipo di talento che stavano cercando. Nell'ottobre 2021, Ana de Armas avviò le prime trattative per interpretare il personaggio del titolo. Ad aprile 2022 al CinemaCon, la Lionsgate annunciò che de Armas avrebbe interpretato il ruolo principale, con le riprese principali che sarebbero iniziate più avanti quell'estate. A luglio dello stesso anno, fu rivelato che de Armas aveva personalmente scelto Emerald Fennell per contribuire alla scrittura della sceneggiatura.
A settembre 2022, fu annunciato che le riprese principali erano state ritardate rispetto al precedente inizio provvisorio e sarebbero iniziate più avanti quell'autunno. A novembre 2022, le riprese principali sarebbero dovute iniziare a breve. Ian McShane e Keanu Reeves avrebbero ripreso i ruoli rispettivi di Winston Scott e John Wick, seguiti da Anjelica Huston come The Director e Lance Reddick come Charon. Le riprese iniziarono il 7 novembre 2022 a Praga, nella Repubblica Ceca.
L'uscita di Ballerina negli Stati Uniti, inizialmente prevista per il 7 giugno 2024, è stata posticipata al 6 giugno 2025.
L'Anteprima italiana si svolgerà alla 71ª edizione del Taormina Film Fest 2025.

## Personaggi e interpreti
- La cella vuota e grigia scura indica che il personaggio non è presente nel film
- A indica un'apparizione attraverso filmati o audio d'archivio
- P indica un'apparizione in fotografie sullo schermo

| Personaggio                        | Serie principale    | Serie principale       | Serie principale         | Serie principale   | Spin-off        |
| Personaggio                        | John Wick           | John Wick - Capitolo 2 | John Wick 3 - Parabellum | John Wick 4        | Ballerina       |
| ---------------------------------- | ------------------- | ---------------------- | ------------------------ | ------------------ | --------------- |
| John Wick                          | Keanu Reeves        | Keanu Reeves           | Keanu Reeves             | Keanu Reeves       | Keanu Reeves    |
| Winston Scott                      | Ian McShane         | Ian McShane            | Ian McShane              | Ian McShane        | Ian McShane     |
| Charon                             | Lance Reddick       | Lance Reddick          | Lance Reddick            | Lance Reddick      | Lance Reddick   |
| Helen Wick                         | Bridget Moynahan    | Bridget Moynahan       | Bridget MoynahanP        | Bridget MoynahanA  |                 |
| Aurelio                            | John Leguizamo      | John Leguizamo         |                          |                    |                 |
| Viggo Tarasov                      | Michael Nyqvist     |                        |                          |                    |                 |
| Iosef Tarasov                      | Alfie Allen         |                        |                          |                    |                 |
| Marcus                             | Willem Dafoe        |                        |                          |                    |                 |
| Ms. Perkins                        | Adrianne Palicki    |                        |                          |                    |                 |
| Avi                                | Dean Winters        |                        |                          |                    |                 |
| Kirill                             | Daniel Bernhardt    |                        |                          |                    |                 |
| Charlie                            | David Patrick Kelly |                        |                          |                    |                 |
| Re di Bowery                       |                     | Laurence Fishburne     | Laurence Fishburne       | Laurence Fishburne |                 |
| Earl                               |                     | Tobias Segal           | Tobias Segal             |                    |                 |
| Santino D'Antonio                  |                     | Riccardo Scamarcio     |                          |                    |                 |
| Gianna D'Antonio                   |                     | Claudia Gerini         |                          |                    |                 |
| Ares                               |                     | Ruby Rose              |                          |                    |                 |
| Cassian                            |                     | Common                 |                          |                    |                 |
| Sofia Al-Azwar                     |                     |                        | Halle Berry              |                    |                 |
| Zero                               |                     |                        | Mark Dacascos            |                    |                 |
| La Giudicatrice                    |                     |                        | Asia Kate Dillon         |                    |                 |
| Il Reggente                        |                     |                        | Saïd Taghmaoui           |                    |                 |
| Berrada                            |                     |                        | Jerome Flynn             |                    |                 |
| Il Direttore                       |                     |                        | Anjelica Huston          |                    | Anjelica Huston |
| Eve Macarro                        |                     |                        | Unity Phelan             |                    | Ana de Armas    |
| Tracker / Nessuno                  |                     |                        |                          | Shamier Anderson   |                 |
| Shimazu Koji                       |                     |                        |                          | Hiroyuki Sanada    |                 |
| Shimazu Akira                      |                     |                        |                          | Rina Sawayama      |                 |
| Caine                              |                     |                        |                          | Donnie Yen         |                 |
| Marchese Vincent Bisset de Gramont |                     |                        |                          | Bill Skarsgård     |                 |
| Harbinger                          |                     |                        |                          | Clancy Brown       |                 |
| Chidi                              |                     |                        |                          | Marko Zaror        |                 |
| Katia                              |                     |                        |                          | Natalia Tena       |                 |
| Killa Harkan                       |                     |                        |                          | Scott Adkins       |                 |

## Accoglienza

### Incassi
| Film                     | Data di uscita USA | Incassi ($)  | Incassi ($)    | Incassi ($) | Budget ($) |
| Film                     | Data di uscita USA | Nord America | Internazionale | Mondiale    | Budget ($) |
| ------------------------ | ------------------ | ------------ | -------------- | ----------- | ---------- |
| John Wick                | 24 ottobre 2014    | 43037835     | 43044015       | 86081850    | 20000      |
| John Wick - Capitolo 2   | 10 febbraio 2017   | 92029184     | 82319448       | 174348632   | 40000      |
| John Wick 3 - Parabellum | 17 maggio 2019     | 171015687    | 157333700      | 328349908   | 75000      |
| John Wick 4              | 24 marzo 2023      | 187131806    | 253048469      | 440180275   | 100000     |
| Ballerina                | 6 giugno 2025      | 58051327     | N.D.           | 132421191   | 90000      |
| Totale                   | Totale             | 551265839    | 535745632      | 1161381856  | 325000     |

### Critica
| Film                     | Rotten Tomatoes      | Metacritic         | CinemaScore |
| ------------------------ | -------------------- | ------------------ | ----------- |
| John Wick                | 86% (225 recensioni) | 68 (39 recensioni) | B           |
| John Wick - Capitolo 2   | 89% (283 recensioni) | 75 (43 recensioni) | A-          |
| John Wick 3 - Parabellum | 89% (356 recensioni) | 73 (50 recensioni) | A-          |
| John Wick 4              | 94% (382 recensioni) | 78 (58 recensioni) | A           |
| Ballerina                | 76% (299 recensioni) | 59 (58 recensioni) | A-          |
| Media                    | 87%                  | 71                 | A-          |

## Altri media

### Serie TV

#### The Continental: Dal mondo di John Wick(2023)
Nel giugno 2017, Chad Stahelski e Derek Kolstad furono annunciati per sviluppare una serie televisiva per Lionsgate basata sui personaggi e l'ambientazione dei film di John Wick, provvisoriamente intitolata The Continental. Si diceva che la serie fosse incentrata sull'hotel rifugio sicuro per sicari e assassini, che compare nei film. Si diceva, inoltre, che Reeves avrebbe ripreso il suo ruolo. Nello stesso mese, fu annunciato che la serie sarebbe stata un prequel della serie di film ambientata anni prima degli eventi dei film.
Nell'aprile 2021, il presidente della Lionsgate Television, Kevin Beggs, annunciò che la serie sarà incentrata su un giovane Winston negli anni '70. La serie avrebbe esplorato eventi del mondo reale, tra cui il "grande sciopero dei rifiuti" e l'ascesa al potere economico della mafia americana. Annunciò, inoltre, che la trama del progetto era stata difficile da sviluppare, con lo studio che aveva ricevuto varie proposte da diversi team creativi, prima che i creatori di Wayne presentassero il progetto su cui si erano stabiliti: tre episodi da 90 minuti, rendendo The Continental una miniserie. Nell'ottobre 2021, fu annunciato che Mel Gibson avrebbe recitato nella serie, con Colin Woodell nel ruolo del giovane Winston Scott; anche Hubert Point-Du Jour, Jessica Allain, Mishel Prada, Nhung Kate e Ben Robson furono aggiunti al cast. Nel novembre 2021, Ayomide Adegun, Peter Greene e Jeremy Bobb si unirono al cast, interpretando rispettivamente un giovane Charon, un giovane zio Charlie e un nuovo personaggio di nome Mayhew. Nel febbraio 2022, fu annunciato che Katie McGrath era stata scelta per il ruolo del Giudice.
Nell'agosto 2022, la Lionsgate annunciò di aver venduto i diritti di anteprima della serie a Peacock, avendo stabilito che la serie non era più adatta a Starz. Si prevedeva quindi che sarebbe stata presentata in anteprima nel 2023. Nel marzo 2023, il presidente del Lionsgate Motion Picture Group, Joe Drake, dichiarò che la serie sarebbe stata rilasciata più avanti nel corso dell'anno, affermando anche che gli episodi erano "quasi finiti". Nell'aprile 2023, la serie fu ufficialmente intitolata The Continental: Dal mondo di John Wick (The Continental: From the World of John Wick) e fu rilasciata tra il 22 settembre e il 6 ottobre 2023.

### Videogiochi
il 9 febbraio 2017, è stato rilasciato John Wick Chronicles, un gioco di realtà virtuale ambientato nel Continental Hotel. I giocatori assassinano più bersagli all'interno dell'hotel nei panni di John Wick usando una moltitudine di armi. Annunciato nel marzo 2016 come John Wick: The Impossible Task (noto anche come John Wick: An Eye for an Eye e John Wick: The VR Experience), "uno dei primi grandi sparatutto in prima persona VR", il gioco è stato distribuito da Starbreeze Studios come titolo di lancio dell'HTC Vive e come spin-off di Payday 2. Ambientato tra il primo e il secondo film, il gioco segue John Wick braccato da un sopravvissuto al suo "incarico impossibile", con Ian McShane e Lance Reddick che riprendono i rispettivi ruoli di Winston e Charon.
A maggio 2019, fu annunciato John Wick Hex, un gioco di ruolo tattico, che è stato rilasciato l'8 ottobre dello stesso anno. Il gioco consente al giocatore di controllare Wick in varie missioni per usare la sua gamma di abilità per abbattere gli avversari e presenta le voci di Ian McShane e Lance Reddick che riprendono i loro ruoli cinematografici. La versione per PlayStation 4 del gioco è stata distribuita il 5 maggio 2020.

### Fumetti
Una miniserie di fumetti di John Wick è stata pubblicata tra il 6 settembre 2017 e il 31 gennaio 2018 da Dynamite Entertainment. È stata scritta da Greg Pak e illustrata da Giovanni Valletta (numeri 1 e 2) e Matt Gaudio (numeri 3-5). La serie di cinque libri racconta la storia di un giovane John Wick dopo il suo rilascio dalla prigione e la sua prima vendetta. Funge da prequel del franchise cinematografico e introduce il Continental e le relative regole, insieme ad altri aspetti familiari alla serie cinematografica di John Wick.